# Ali ibn Il-Arslan
Ali ibn Il-Arslan Karib Daim al-Hodjdjab, anomenat també al-Khwishawand (el parent), fou un comandant militar turc dels gaznèvides al servei de Mahmud de Gazni, i per poc temps dels seus successors Muhammad ben Mahmud i Masud I ben Mahmud.
Fou la figura dominant en el conflicte successori del 1030 quan va morir Mahmud. Llavors era comandant en cap (hadjib-i buzurg, al-hadjib al-kabir) de l'exèrcit gaznèvida. Pel seu malnom se suposa que era un amic molt proper de Mahmud i potser un oncle o un parent més vell que el mateix sultà. Junt amb el visir Abu Ali Hasan ibn Muhammad conegut per Hasanak, va donar suport a la pujada al tron de Muhammad ben Mahmud, que no era el fill més gran de Mahmud, i del qual esperaven que serien el verdader poder a l'ombra; Ali va garantir el suport de les tropes a Gazni mentre Masud era absent a Pèrsia occidental. Amb Muhammad Ali va esdevenir el principal centre de poder i tenia el poder de nomenar tots els càrrec per sota de visir. Pero aviat es va distanciar d'Hasanak i quan Masud va iniciar la seva marxa capo a l'est, va decidir trair a Muhammad i passar al bàndol de Masud.
Muhammad va sortir de Gazni per enfrontar al seu germà que havia arribat a Herat, i va arribar a Teginabad al Zamindawar. Llavors Ali va enviar al segu germa Il-Direk (o Ildirek) que va oferir a Masud el seu suport en nom propi, del seu germà i de l'oncle de Muhammad, Yusuf ibn Sebuktegin (germà de Mahmud). Muhammad fou derrotat i capturat sent empresonat mentre Masud assolia el poder (1031). Una vegada consolidat al poder, sospitant que Ali igual li podia donar suport que no, el va fer detenir junt amb altres oficials propers i fou tancat a la presó on segurament va morir en data desconeguda.
El 1040/1041 un fill seu va participar en la deposició de Masud i l'efímera restauració de Muhammad.